# 제빵기

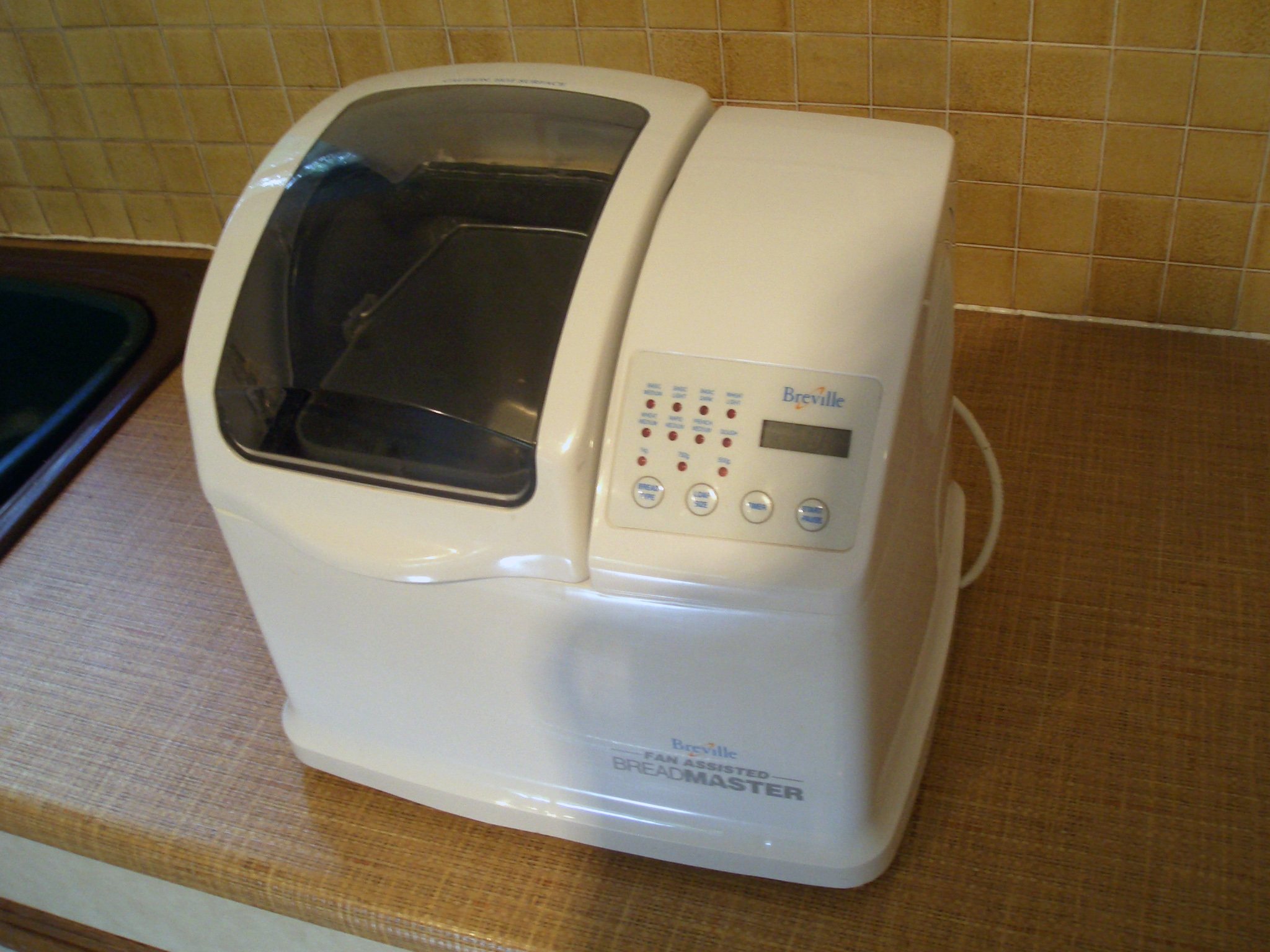
가정용 제빵기

제빵기(製빵機, 영어: Bread maker)는 밀가루와 효모, 물을 섞은 반죽을 넣어 발효시킨 뒤, 그것을 구워 빵을 만드는 조리기구 및 기계이다. 보통 용량에 따라 가정용과 제빵사들이 사용하는 업소용으로 구분된다.
이미 만들어진 빵을 굽는 토스터와는 구별된다.

## 같이 보기
- 파네토네